# Rezolucja Rady Bezpieczeństwa ONZ nr 42
Rezolucja Rady Bezpieczeństwa ONZ nr 42 została przyjęta 5 marca 1948 r. Rada wezwała stałych członków Rady do konsultacji i poinformowania jej o sytuacji w Palestynie i do wydania zaleceń dla Komisji Narodów Zjednoczonych do Spraw Palestyny. Rezolucja apelowała również do wszystkich rządów i narodów, zwłaszcza tych w Palestynie i jej sąsiedztwie, o podjęcie wszelkich możliwych działań mających w celu uniknięcie lub uspokojenie obecnych niepokojów w regionie.
Rezolucja została przyjęta przy ośmiu głosach za, braku sprzeciwu i 3 głosach wstrzymujących się od Argentyny, Syrii i Wielkiej Brytanii.

## Tekst
- Rezolucja nr 42 w języku francuskim
- Rezolucja nr 42 w języku angielskim